# Dějiny šachové hry

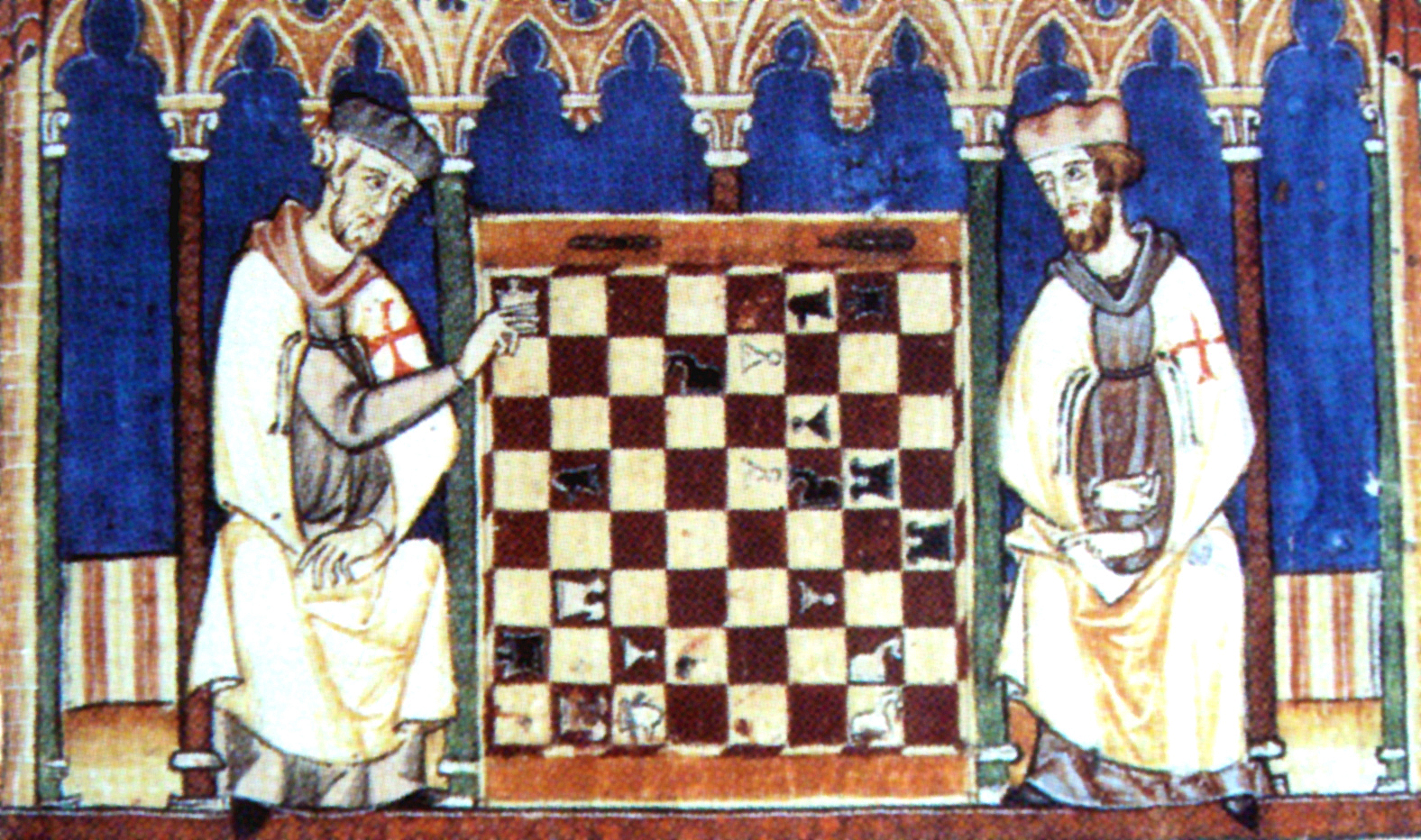
Templářští rytíři zaujatí šachovou hrou, Libro de los juegos, 1283

Tento článek popisuje vývoj šachu od čaturangy až do současnosti.

## Předchůdci
Za kolébku šachů se prohlašuje několik různých zemí. V současnosti se prapůvod šachové hry nejčastěji klade do indické Guptovské říše (320–550), protože arabské, perské i turecké označení šachů je odvozeno ze sanskrtského čaturanga, tj. „čtyři součásti vojska,“ pěchota, jízda, sloni a válečné vozy, předobrazy dnešních šachových pěšců, jezdců, střelců a věží.

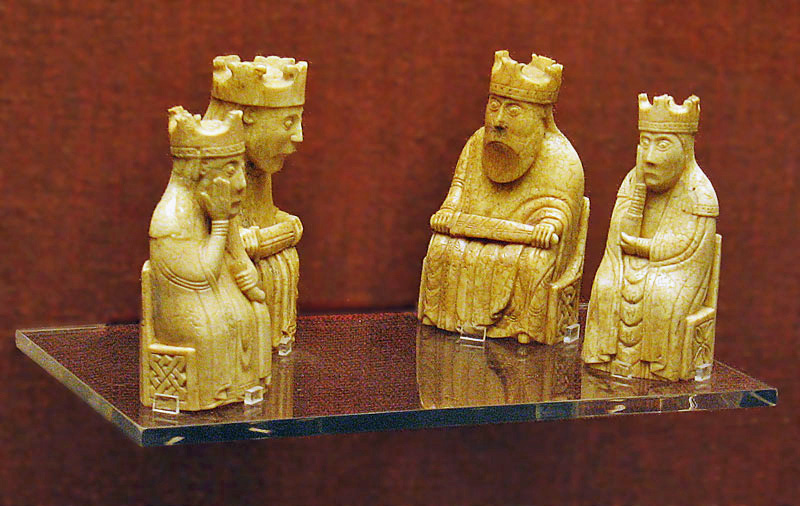
Dva králové a dvě dámy z šachových figurek z ostrova Lewis, Britské muzeum, Londýn

V Persii, kde byla hra modifikována a přejmenována na šatrandž, nalézáme první zmínku o ní kolem roku 600 n. l. Za nejstarší doložené šachové figurky byly pokládány perské ze 7. století, nicméně roku 2002 byla v Albánii objevena šachová figurka ze slonoviny už ze 6. století. Kolem roku 800 se hra dostala do Číny a je tam s pozměněnými pravidly hrána pod názvem siang-čchi (též „čínské šachy“). Poté, co Persie byla v polovině sedmého století dobyta muslimy, rozšířil se šatrandž do celého muslimského světa. Do Evropy se počínaje devátým stoletím hra začala dostávat jak z jihu přes muslimské země, tak z východu přes Rusko. Kolem roku 1000 zde již byla všeobecně známa. Nejstarší evropský šachový text, latinská báseň Versus de scachis, je datována kolem roku 997 (šatrandži se tehdy říkalo také šachy – pozdější změna pravidel na moderní šachy neznamenala změnu jména). Někdy v téže době také vznikla dnešní šachovnice, tedy zvyk zabarvovat pole hrací desky střídavě tmavou a světlou barvou. Na Pyrenejském poloostrově, kam hru přinesli Maurové v desátém století, vznikl ve 13. století pod vládou Alfonse X. Moudrého slavný rukopis Libro de los juegos (Kniha her), který vedle vrhcábů a kostek popisuje i šatrandž.
Jiná teorie klade vznik šachu do Číny 2. stol. př. n. l. a tvrdí, že západní šach se vyvinul ze siang-čchi nebo nějakého předchůdce této hry.

## Počátky moderní hry (1450–1850)
Některé kameny v šatrandži měly mnohem omezenější možnosti pohybu, než mají jejich moderní nástupci. Alfil, předchůdce střelce, skákal pouze o dvě pole po diagonále a předchůdce dámy vezír se pohyboval o jedno pole diagonálně. Pěšci neměli právo dvojkroku z výchozího postavení a na poslední řadě se směli proměnit pouze ve vezíry, tedy velice slabé figury. Byly i jiné odlišnosti, například neexistovala rošáda.
Kolem roku 1200 se tato pravidla v Itálii a Španělsku začala měnit, až kolem roku 1475 po několika velkých změnách hra dostala v zásadě tu podobu, v jaké je známá dnes. Nejnápadnější změnou byla podstatně zvýšená bojová schopnost dámy, královny, a proto se tehdy našemu šachu říkalo na odlišení od šatrandže „královniny šachy“ nebo „šach šílené královny“. Nová pravidla se rychle rozšířila po celém Západě. V zásadě se už shodovala s dnešními pravidly vyjma některých ustanovení o konci hry a patu, která se lišila od místa k místu a byla ustálena až počátkem 19. století.

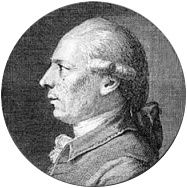
François-André Danican Philidor, francouzský šachový mistr 18. století

V té době také začal rozvoj rané šachové teorie. Nejstarší dochovaná tištěná šachová kniha, Repetición de amores y arte de ajedrez (Opakování lásky a umění hry v šachy) španělského kněze Luise Ramireze de Luceny, vyšla v Salamance roku 1497. Lucena a další mistři 16. a 17. století jako Portugalec Pedro Damiano, Italové Giovanni Leonardo Di Bona, Giulio Cesare Polerio a Gioacchino Greco nebo španělský biskup Ruy López de Segura vytvořili základy teorie zahájení jako italská hra, královský gambit a španělská hra a začali analyzovat jednoduché koncovky.
V 18. století se těžiště evropského šachového života přesunulo z jihoevropských zemí do Francie. Dva nejdůležitější francouzští šachoví mistři byli hudební skladatel François-André Danican Philidor, který objevil důležitost pěšců pro šachovou strategii, a později Louis-Charles Mahé de La Bourdonnais, vítěz slavné série zápasů s nejsilnějším britským mistrem té doby, Alexanderem McDonnellem z Irska, konané roku 1834. Centry šachového života té doby byly kavárny ve velkých evropských městech jako Café de la Régence v Paříži a Simpson's Divan v Londýně.
Během 19. století se rychle rozvíjela organizace šachového života. Vzniklo množství šachových klubů, knih a časopisů. Konaly se korespondenční zápasy mezi jednotlivými kluby, například roku 1824 hrál londýnský šachový klub proti edinburskému. Šachové problémy se staly pravidelnou součástí periodik 19. století; mezi jejich významné tvůrce se v té době počítali například Bernhard Horwitz, Josef Kling a Sam Loyd. Roku 1843 vyšlo první z mnoha vydání nejstaršího souhrnného manuálu šachové teorie, Handbuch des Schachspiels (Příručka hry šachové), který vytvořili němečtí šachoví mistři Paul Rudolf von Bilguer a Tassilo von Heydebrand und der Lasa.

## Zrození sportu (1850–1945)

„Nesmrtelná partie“, Anderssen-Kieseritzky, 1851

První moderní šachový turnaj uspořádal Howard Staunton v Londýně roku 1851 a překvapivě jej nevyhrál on ale do té doby málo známý Němec Adolf Anderssen. Anderssen byl oslavován jako nejlepší šachista své doby a jeho líbivý, energický – ale z dnešního hlediska strategicky mělký – útočný styl byl hojně napodobován. Jiskřivé kombinace, jaké obsahuje Anderssenova Nesmrtelná partie nebo Morphyho Operní hra – obě krátké přátelské partie s mnoha oběťmi – byly považovány za nejvyšší možný vrchol šachového umění.
Hlubší vhled do povahy šachu přišel se dvěma mladšími hráči. Američan Paul Morphy, výjimečné šachové zázračné dítě, během své krátké kariéry mezi roky 1857 a 1863 zvítězil nad všemi důležitými konkurenty včetně Anderssena. Morphyho úspěch byl založen na kombinaci skvělého útočného umění a zdravé strategie; intuitivně chápal, jak má správně připravit útok. Tuto metodu později znovuobjevil a popsal jiný silný mistr a teoretik, pražský rodák Wilhelm Steinitz.

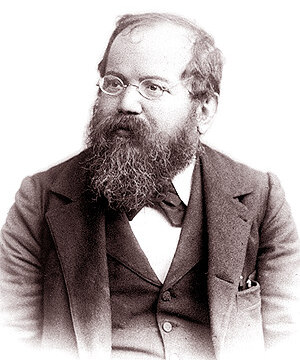
Wilhelm Steinitz, první mistr světa v šachu

Vedle svých teoretických úspěchů Steinitz založil i další důležitou tradici: jeho triumf v zápase s vůdčím německým mistrem Johannesem Zukertortem roku 1886 se považuje za první oficiální mistrovství světa v šachu a Steinitz za prvního mistra světa. O korunu Steinitze připravil roku 1894 mnohem mladší hráč, německý matematik Emanuel Lasker, který si pak titul udržel 27 let.
„Zázračné dítě z Kuby“, José Raúl Capablanca (mistr světa 1921–1927), který ukončil dominanci německy hovořících šachových mistrů, upřednostňoval jednoduché pozice a koncovky; během osmi let do roku 1924 ho nikdo nedokázal porazit ve vážné partii. Jeho nástupcem byl rusko-francouzský velmistr Alexandr Aljechin, silný útočný hráč, který zemřel roku 1946 jako jediný mistr světa, jenž si titul zachoval až do smrti. Ztratil ho ovšem na krátkou dobu dvou let 1935–1937 ve prospěch Nizozemce Maxe Euweho, v odvetném zápase ovšem Euweho porazil a titul získal zpět.
Mezi světovými válkami prošla šachová teorie revolucí takzvaného hypermodernismu, zastávaného mistry jako Aaron Nimcovič či Richard Réti. Hypermodernisté popírali jednoduché principy klasické Steinitzovy a Tarraschovy poziční školy: namísto přímého obsazování centra šachovnice pěšci doporučovali bojovat o centrum spíše pomocí jeho napadání figurami z dálky, což umožní snáze zaútočit proti soupeřovým pěšcům v centru.
Od konce 19. století rychle rostl počet každoročně konaných mistrovských turnajů a zápasů. Roku 1914 ruský car Mikuláš II. poprvé formálně udělil titul šachový velmistr, a sice pěti finalistům turnaje v Petrohradě (Lasker, Capablanca, Aljechin, Tarrasch a Marshall). Na tuto tradici později navázala Mezinárodní šachová federace (Fédération Internationale des Échecs, zkratka FIDE), založená roku 1924 v Paříži. Roku 1927 byl založen titul mistryně světa výhradně pro ženy: jeho první držitelkou se stala česko-anglická šachistka Věra Menčíková.

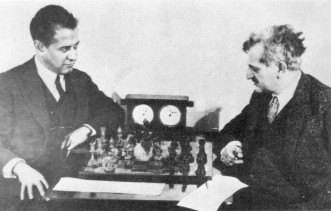
José Raúl Capablanca (vlevo) a Emanuel Lasker roku 1925

## Po roce 1945
Po smrti Aljechina určil nového mistra světa roku 1948 turnaj elitních šachistů organizovaný mezinárodní šachovou federací FIDE, která od té doby zápolení o titul mistra světa řídila. Vítěz Michail Botvinnik zahájil éru sovětské převahy v šachovém světě. Až do zániku Sovětského svazu se mistrem světa stal pouze jediný nesovětský šachista, Američan Robert J. Fischer (v letech 1972–1975).
Předválečný neformální systém bojů znamenal, že sám mistr světa rozhodoval, s kým bude hrát, a vyzyvatel byl nucen zajistit organizační náklady a cenový fond. FIDE vytvořila nový systém kvalifikačních turnajů a zápasů. Nejsilnější šachisté světa byli nasazeni do mezipásmových turnajů, kde se střetli s vítězi pásmových turnajů. Ti, kdo se umístili na předních místech v mezipásmových turnajích, pak postoupili do turnaje kandidátů, což býval nejdříve dvoukolový turnaj každý s každým, později řada zápasů hraných vylučovacím systémem. Vítěz turnaje kandidátů pak získal právo vyzvat mistra světa k zápasu o titul. Pokud byl mistr světa poražen, míval zprvu právo odvety o rok později. Celý systém fungoval s tříročním cyklem.
Botvinnik se účastnil zápasů o titul mistra světa 15 let; v letech 1951 a 1954 ho obhájil. Roku 1957 ho porazil Vasilij Smyslov, ale Botvinnik titul za rok v odvetě získal zpět. Roku 1960 zvítězil litevský génius Michail Tal, fenomenální taktik a útočník. Botvinnik však Tala o rok později v odvetě opět zdolal.
Poté FIDE právo odvety zrušila a příští mistr světa, Armén Tigran Petrosjan, génius obrany a silný poziční hráč, se udržel po dva cykly, 1963–1969. Jeho nástupce, Rus Boris Spasskij (mistr světa 1969–1972) byl univerzálním šachistou schopným vítězit jak čistě pozičně, tak i pomocí ostrého taktického stylu.
Na mistrovství světa v roce 1972 vystoupil první nesovětský finalista od konce války, Američan Robert J. Fischer, který rozdrtil své oponenty v turnaji kandidátů neslýchaným rozdílem a jasně vyhrál i titul mistra světa. Roku 1975 však Fischer odmítl obhajovat titul proti vyzyvateli, mladému sovětskému velmistru Anatoliji Karpovovi, protože FIDE nesplnila jeho požadavky, a tak byl Karpov prohlášen mistrem světa bez boje. Svůj titul Karpov dvakrát obhájil proti Viktoru Korčnému a až do poloviny 80. let dominoval šachovému životu sérií skvělých turnajových vítězství.
Karpovovu nadvládu nakonec skončil roku 1985 mladý Kavkazan Garri Kasparov. Karpov a Kasparov mezi roky 1984 a 1990 svedli celkem pět zápasů o titul, ale Karpov už ztracený titul nikdy nezískal zpět. Kasparov pak byl nejúspěšnějším světovým šachistou až do ukončení své závodní kariéry v roce 2005; je držitelem rekordu jak ve výšce ratingu Elo, tak v počtu období, kdy byl jedničkou světového žebříčku.

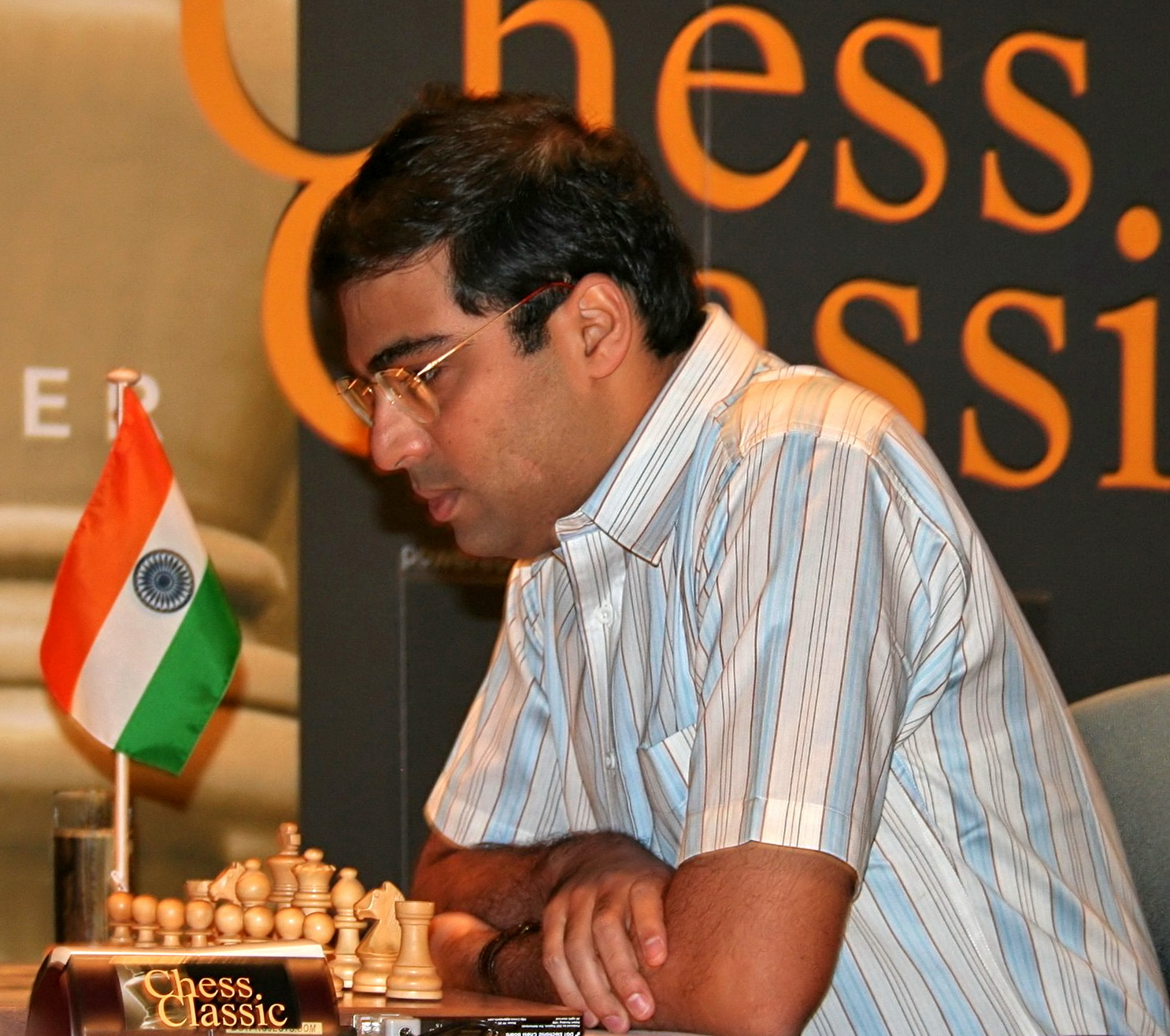
Viswanathan Anand

Roku 1993 se Kasparov a Nigel Short rozešli s FIDE, zorganizovali svůj vlastní zápas a založili konkurenční Asociaci šachových profesionálů (Professional Chess Association, zkratka PCA). Až do roku 2006 pak existovali paralelně dva mistři světa a dva šampionáty. Mistr světa PCA (či „klasický“ mistr světa), pokračovatel steinitzovské tradice, v níž mistr světa hraje s vyzyvatelem zápas (řadu mnoha šachových partií), a mistr světa FIDE, který svůj titul získával v rámci nového formátu turnajů. Kasparov ztratil svůj klasický titul roku 2000, kdy ho v zápase porazil Rus Vladimir Kramnik.
Ke sjednocení obou titulů došlo roku 2006, kdy Kramnik v zápase konaném pod záštitou FIDE porazil tehdejšího mistra světa FIDE Veselina Topalova a stal se jediným a nezpochybňovaným mistrem světa v šachu. V září roku 2007 se jeho nástupcem stal Ind Viši Ánand, vítěz turnaje osmi hráčů v Mexiku. Toho v zápase v roce 2013 porazil norský mladík Magnus Carlsen, který si titul udržel i v letech 2014 proti Ánandovi, 2016 proti Karjakinovi a v roce 2018 proti Fabianu Caruanovi.

## České a československé území
První zmínka o šachu na českém území je v latinsky psané svatovojtěšské legendě z poloviny 12. stol., prvním česky psaným dílem o šachu jsou Štítného Kniežky o šašiech, které zachycují tehdejší znalosti o dějinách šachu a vysvětlují tahy jednotlivých figur a jejich symboliku.
Mezi české panovníky, kteří rádi hráli šachy, patří Přemysl Otakar I., Jan Lucemburský, Jiří z Poděbrad a Vladislav Jagellonský. K obdivovatelům šachové hry patřil také Jan Amos Komenský, s oblibou je hrával též jeho přítel, malíř Rembrandt van Rijn.
Moderní šachový život na českém území vznikl v polovině 19. století, nejdříve šachová skladba; úloháři zde v 80. letech 19. století vytvořili takzvanou českou školu úlohovou, stylově odlišnou od staroněmecké školy. Prvním šachovým spolkem byl pražský Prager Schachklub (1867), první sjezd šachistů se konal r. 1872 v Praze a první významnější český klub, Český spolek šachovní, vznikl r. 1884, kdy také na krátkou dobu začal vycházet první český šachový časopis Šach-Mat. Nejlepším českým šachistou před první světovou válkou byl Oldřich Duras, který byl později jmenován jako první Čech velmistrem. Ústřední jednota českých šachistů, zprvu sdružující pět klubů s 200 členy, vznikla roku 1905. Velké mezinárodní turnaje se začaly v českých zemích pořádat v první dekádě 20. století (Karlovy Vary 1907 a 1911, Praha 1908).
V samostatné ČSR se šachový život dále rozvíjel. Byla uspořádána řada velkých turnajů, Československo reprezentovali například Richard Réti nebo Salo Flohr. Ústřední jednota českých šachistů se roku 1924 stala zakládajícím členem Mezinárodní šachové federace FIDE. Československé družstvo vyhrálo první, ještě neoficiální šachovou olympiádu v Paříži 1924, druhé místo na olympiádě získalo v letech 1933 a 1982, třetí bylo roku 1931, kdy se olympiáda konala v Praze v paláci U Nováků. Věra Menčíková se stala první a dlouholetou ženskou mistryní světa. Od roku 1927 vychází časopis Československý šach (za války pod jménem Šach).
Druhá světová válka a následný Únor 1948 sice neznamenali pro šachy úplnou katastrofu, i nadále se konalo mnoho zajímavých turnajů a zápasů a český šach si udržoval vysokou úroveň, přesto však mnozí šachisté zahynuli následkem války (Věra Menčíková), byli zavražděni německými nacisty (Karel Treybal) nebo emigrovali (Luděk Pachman, Vlastimil Hort). Po válce československé družstvo dvakrát vybojovalo titul vysokoškolských mistrů světa (1954 a 1963) a čeští korespondenční šachisté dvakrát vyhráli svoji šachovou olympiádu (1955 a 1968). Miroslav Filip se dvakrát účastnil turnaje kandidátů o titul mistra světa.
V současnosti řídí český šachový život Šachový svaz České republiky. Nejsilnějším českým šachistou je David Navara, který byl na jaře 2007 čtrnáctým hráčem světového žebříčku.